# إس تي سي البحرين
إس تي سي البحرين (بالإنجليزية: STC Bahrain)‏ سابقًا كانت تُعرف باسم فيفا البحرين (بالإنجليزية: VIVA Bahrain)‏ هي شركة اتصالات سلكية ولاسلكية ومقرها في ضاحية السيف، المنامة عاصمة البحرين. الشركة مملوكة من قبل مجموعة الاتصالات السعودية وشركة الخدمات التجارية منذ مارس 2010.

## التاريخ
في 23 يناير 2009 أعلنت هيئة تنظيم الاتصالات في البحرين أن شركة الاتصالات السعودية فازت بثالث رخصة تشغيل شبكة للهاتف المحمول بقيمة 86.7 مليون دينار بحريني (231 مليون دولار أمريكي). أنشأت شركة الاتصالات السعودية في عام 2009 ولكن تغيرت التسمية إلى فيفا البحرين في يناير 2010.
وفي ديسمبر 2019 تم تغيير أسماء افرع مجموعة إس تي سي في كل من السعودية، الكويت والبحرين لتصبح أفرعها باسم إس تي سي السعودية، إس تي سي الكويت وإس تي سي البحرين.